# Британская Колумбия (колония)
Колония Британская Колумбия (англ. Colony of British Columbia) — коронная колония в Британской Северной Америке. Была создана в 1858 году, в 1866 году Актом Британского парламента была объединена с колонией Ванкувер в новую колонию с прежним названием «Британская Колумбия», которая, в свою очередь, в 1871 году вошла в состав Канадской конфедерации как провинция Британская Колумбия.

## Предыстория
Экспедиции Джеймса Кука и Джорджа Ванкувера, а также уступки, сделанные Испанской империей в 1794 году, заложили основы британских притязаний на тихоокеанское побережье Северной Америки к северу от Калифорнии. Притязания на внутриконтенинтальные территории базировались на экспедициях Джона Финлея, Александра Маккензи, Саймона Фрейзера, Сэмюэла Блэка и Дэвида Томпсона, а также на сетях торговых постов, созданных Северо-Западной компанией и Компанией Гудзонова залива. Тем не менее до 1858 года материковая часть современной канадской провинции Британская Колумбия не имела административной структуры, и разделялась компаниями по добыче пушнины на два торгово-закупочных округа: Новая Каледония к северу от бассейна реки Томпсон, и Колумбия, лежащая южнее, в бассейне одноимённой реки.
После подписания в 1846 году Орегонского договора, установившего северную границу США по 49-й параллели, Компания Гудзонова залива перенесла свою штаб-квартиру в округе Колумбия из Форт-Ванкувера на реке Колумбия в новопостроенный Форт-Виктория на южной оконечности острова Ванкувер. Остров Ванкувер вместе с прилегающими островами Галф в 1849 году стал коронной колонией, однако материковые земли продолжали управляться Компанией Гудзонова залива, чей исполнительный директор Джеймс Дуглас также стал губернатором Ванкувера. Население материковой части, не принадлежащее к аборигенам, в те времена не превышало 150 человек и состояло в основном из работников Компании и членов их семей.
В 1857 году среди американских и британских поселенцев распространились слухи об обнаружении залежей золота на реке Томпсон. В течение ночи от 10 до 20 тысяч человек прибыло в район Йейла, положив начало золотой лихорадке на реке Фрейзер. Губернатор Дуглас и Министерство по делам колоний неожиданно столкнулись с необходимостью распространить британскую власть на очень большое количество чуждого населения. Чтобы сделать это, Дуглас, не имевший никакой административной власти над Новой Каледонией, послал канонерку в устье реки Фрейзер и стал брать налоговые сборы со старателей, пытавшихся пройти вверх по течению. Чтобы легализовать юрисдикцию Дугласа и пресечь возможные претензии Компании Гудзонова залива на природные богатства материка, 2 августа 1858 года британский парламент преобразовал округ в коронную колонию и дал ей имя «Британская Колумбия». Государственный секретарь по делам колоний сэр Эдвард Бульвер-Литтон предложил Дугласу пост губернатора новой колонии при условии, что тот уйдёт из Компании Гудзонова залива. Дуглас согласился и получил ещё и рыцарское звание. С 1859 года столицей Британской Колумбии стал Нью-Уэстминстер, однако Дуглас ещё шесть лет продолжал управлять обеими колониями из Виктории.

## Губернаторство Джеймса Дугласа
Приток людей в новую колонию вынудил Дугласа быстро писать законы и создавать инфраструктуру. Нанимались магистраты и констебли, писались законы о добыче полезных ископаемых, чтобы избежать самовольного заселения коронных земель, закладывались населённые пункты, впоследствии выросшие в Йейл, Хоуп и Форт-Лэнгли. В районы наиболее интенсивных золоторазработок вокруг Лиллуэта и Литтона прокладывались дороги. Однако в колонии не было создано представительных органов, так как было неясно, приведёт ли золотая лихорадка к образованию постоянного оседлого населения. Втянутый в длительный конфликт с аналогичным органом в колонии Ванкувер, Дуглас был этому только рад.

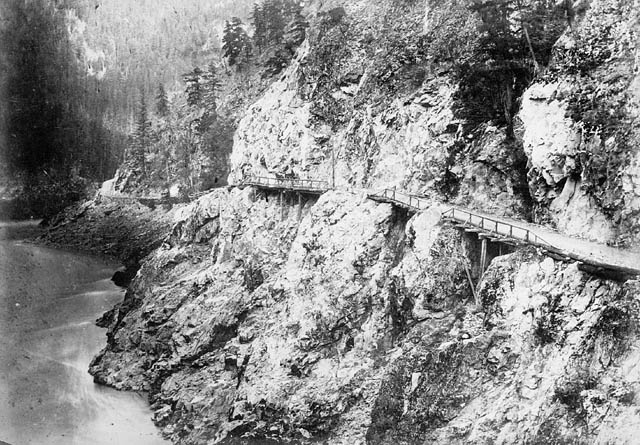
Участок дороги Карибу в долине реки Фрейзер, ок. 1867

Золотая лихорадка, однако, оказалась краткосрочной, и к тому времени, когда армейские сапёры возвели столицу колонии — Нью-Уэстминстер, — поток старателей, спекулянтов и торговцев уже иссяк. Однако геологоразведка продолжалась, и находки в 1860 году на плато Карибу стали знаком того, что скоро всё повторится. К тому времени обеспечение продовольствием уже стало острой проблемой, и было очевидным, что для снабжения внутренних районов материка необходим переход с вьючных лошадей на караваны фургонов, что, в свою очередь, требовало новой инфраструктуры. В 1862 году началась золотая лихорадка на плато Карибу, привлёкшая ещё 5 000 старателей, и Дуглас ускорил строительство Великой Северной Дороги (более известной как дорога Карибу) через ущелье реки Фрейзер до района разработок вокруг Бакервилля.
Ко времени второй золотой лихорадки характер колонии изменился: в регионе появилось значительное количество британских поселенцев, которые открывали лесопилки, занимались сельским хозяйством и рыболовством. С появлением постоянного населения стали звучать возражения по поводу отсутствия у колонии постоянного губернатора и ответственного правительства, лидером этих возражений был влиятельный издатель Нью-Уэстминстерской газеты «British Columbian» и будущий премьер провинции Джон Робсон. Однако Дуглас и министерство по делам колоний проигнорировали серию петиций, требующих создания представительного органа, и постоянного губернатора вместе с Ассамблеей колония получила лишь после ухода Дугласа в 1864 году.

## Губернаторство Фредерика Сеймура
Сменивший Джеймса Дугласа Фредерик Сеймур наконец-то дал жителям колонии представительную Ассамблею. Новый губернатор до этого назначения в течение двадцати лет служил на Земле Ван-Димена, в Британской Вест-Индии и Британском Гондурасе. На новом месте ему пришлось столкнуться с большими трудностями: доставшиеся ему по наследству от предшественника долги (в основном взятые на постройку дороги для фургонов, которая столкнулась с огромными инженерными трудностями при преодолении узкого каньона реки Фрейзер) образовали в бюджете колонии дыру в 200 тысяч фунтов стерлингов, а подавление восстания чилкотинов в 1864 году стоило ещё 18 тысяч фунтов. Приняв личное участие в подавлении восстания, Сеймур вернулся через район шахт на плато Карибу и долину реки Фрейзер, что убедило его в богатом будущем колонии, однако по возвращении в столицу колонии он столкнулся с тяжёлой финансовой реальностью. Несмотря на все предпринятые администрацией меры по увеличению доходов и улучшению дорожной сети ради привлечения горняков и поселенцев, экономическая ситуация становилась всё хуже, и начали раздаваться голоса, призывающие к объединению колоний Британская Колумбия и Ванкувер в одну. Сеймур поначалу не соглашался с этим, но постепенно, под давлением со стороны различных групп правительства колонии, смягчился, рекомендуя, чтобы Британская Колумбия стала главной частью новой объединённой колонии, и (что не получилось) чтобы столицей стал Нью-Уэстминстер. 6 августа 1866 года было провозглашено образование новой объединённой колонии, сохранившей название «Британская Колумбия».